# Constitución del Estado Zulia
La Constitución del Estado Zulia de 2003 es la carta fundamental vigente del Estado Zulia, adoptada el 13 de agosto de 2003, y el 15 de diciembre de 2011, modificada por la Ley de Reforma Parcial de la Constitución. Para la aprobación de la Constitución del estado se contó con el respaldo de la mayoría de los Legisladores pertenecientes a los partidos Un Nuevo Tiempo y Acción Democrática que han dominado la vida política de la entidad Federal desde el 2000 y a su vez discutida con los diferentes sectores de la población del Estado.

## Historia
Luego de la victoria de la Guerra Federal en 1863, se le otorga a la Provincia de Maracaibo rango de Estado. En enero de 1864 comenzaron las actividades de la Asamblea Legislativa Constituyente del Estado Zulia. Los diputados se organizaron en comisiones para redactar la Constitución y leyes orgánicas de rentas, tribunales, milicia, policía, elecciones, instrucción pública, división territorial, departamentos y administración política. Tenían la responsabilidad de constituir y organizar el Estado Soberano del Zulia.
Dos meses antes de que la Asamblea Constituyente de la Federación aprobará la Constitución general de los Estados Unidos de Venezuela, la Cámara Legislativa Constituyente del Zulia aprobó la Constitución del Estado Soberano del Zulia el 17 de febrero de 1864 .
La actual constitución estatal fue aprobada por el Consejo Legislativo del Estado Zulia el 5 de agosto de 2003 y promulgada por el entonces gobernador del Estado Manuel Rosales el 13 de agosto de 2003, en Maracaibo. Fue publicada en la Gaceta Oficial Extraordinaria 772 del Estado. Quedando deroga la Constitución Estatal de 1989 con la enmienda parcial de 1993, creada por la extinta Asamblea Legislativa.
El 10 de noviembre de 2011, Marianela Fernández presenta el Anteproyecto de Reforma Parcial de la Constitución del Estado junto a los Legisladores Marlene Antúnez y Gerardo Antúnez, de conformidad con el artículo 38 de la Ley Orgánica de los Consejos Legislativos, artículo 53 de la Constitución del Estado Zulia y el artículo 120 aparte A del Reglamento Interior y de Debates del Parlamento Zuliano.
El 15 de diciembre de 2011, fue finalmente modificada por la Ley de Reforma Parcial de la Constitución. Se incluyen dos nuevos artículos el 120 y 121, donde el Estado está reafirmando su soberanía sobre el Corredor de Palmarito que es toda la jurisdicción que comprende el antiguo distrito de Sucre (actualmente, el municipio de Sucre) que ha estado en litigio por muchos años con el Estado Trujillo.

## Características
La Constitución del estado Zulia fue aprobada conforme a los lineamientos sobre el Poder Público Estatal establecidos en el capítulo III (artículos 159-167) del Título IV la Constitución de la República. En líneas generales sus características son las siguientes:
- Establece al Estado Zulia como una entidad político-territorial de Venezuela
- Se ratifica al Zulia como un Estado federal democrático social de derecho y justicia.
- Desarrolla el principio de autonomía del Zulia.
- La división política se divide en municipios y reafirma la autonomía municipal.
- Establece que el Poder Público Estatal está compuesto por poderes independientes entre sí: Legislativo y Ejecutivo.
- Ratifica los referendos revocatorios para todos los cargos de elección popular estatal a mitad de su periodo constitucional.
- Desarrolla la organización y funcionamiento del legislativo estatal, la contraloría estatal y la procuraduría del Estado.
- Prevé las funciones y la forma de elección del gobernador y sus atribuciones, faltas absolutas y temporales.
- Establece todo lo relativo a la hacienda pública estatal.
- Cuando se tramita una reforma a la Constitución que afecte los principios fundamentales se someterá a referendo luego de treinta días.
- La Constitución solo puede ser reformada total o parcialmente por mayoría de los diputados estatales, por iniciativa del Gobernador, por la mayoría absoluta de los miembros de los Consejos Municipales del Estado o por la convocatoria a referendo del 15% de los electores inscritos en el registro civil y electoral del Estado.
- El Artículo 9 establece que el idioma oficial del Estado es el castellano, siendo también oficiales para los pueblos indígenas sus respectivos idiomas.

## Composición
Se compone de un preámbulo, 121 artículos divididos en 9 Títulos, 2 disposiciones transitorias y una disposición final. Los títulos mediante los cuales se divide la Constitución son:
- Preámbulo
- Título I

Principios Fundamentales
- Título II

Del Poder Público Estatal
- Título III

Del los Municipios y de la Descentralización
- Título IV

Del Poder Legislativo del Estado
- Título V

Del Poder Ejecutivo del Estado
- Título VI

De la Procuraduría General del Estado
- Título VII

De la Contraloría General del Estado
- Título VIII

De la Hacienda Pública del Estado
- Título IX

De la Reforma Constitucional
- Disposiciones Transitorias
- Disposiciones Finales

## Preámbulo
.

En nombre del pueblo zuliano, para el que invoca la protección de Dios Todopoderoso; inspirado en los grandes valores históricos y morales de la zulianidad; en la vida heroica y ejemplar del General en Jefe Rafael Urdaneta, "el brillante", el más sereno, leal y constante de los oficiales del Ejército Libertador, comandado por Simón Bolívar, Padre de la Patria y del proyecto de "Nación de Repúblicas" que somos para nuestra América; en los grandes creadores y pensadores de nuestras letras, artes y ciencias; en el carácter multiétnico y pluricultural de nuestro estado-región, donde hunde sus raíces la mayoría de la población indígena de Venezuela; en la exuberancia de nuestros recursos naturales; en la belleza de nuestro Lago, de nuestros ríos y de nuestra Sierra de Perijá, cuya defensa, protección y recuperación ecológicas constituye un reto histórico para todos los zulianos; en el excepcional amor al terruño y en el indoblegable espíritu federalista de nuestro pueblo, que en nada disminuye o empaña su amor por la patria venezolana; con el propósito de organizar los Poderes Públicos del Estado Zulia y de participar activamente en la tarea de refundación de la República para establecer una sociedad democrática, representativa, participativa y protagónica, multiétnica y pluricultural en un estado de justicia federal y descentralizado, previa consulta con diversos sectores e instituciones del Estado, y de conformidad con la facultad que le confiere la Constitución de la República Bolivariana de Venezuela, decreta la siguiente:
Constitución del Estado Zulia 2003

## Sentencia de Nulidad Parcial por parte del TSJ
El Tribunal Supremo de Justicia por Sentencia de la Sala Constitucional de fecha 26 de abril de 2011 con ponencia de su presidenta, la Magistrada Luisa Estella Morales Lamuño, anuló los artículos 5, 15, 24 y 52 de la Constitución del Estado Zulia sancionada en el 2003, esto al ser declarado parcialmente con lugar un recurso de nulidad por inconstitucionalidad interpuesto el año 2003, por los entonces apoderados judiciales del Municipio Maracaibo. Además se ordena la publicación íntegra del fallo en la Gaceta Judicial y en la Gaceta Oficial del Estado Zulia.

## Reforma parcial
Atendiendo a las decisiones de la Sala Constitucional del Tribunal Supremo de Justicia que decidió anular algunos articulados del texto legal zuliano, el Consejo Legislativo reformó parcialmente la norma fundamental en sus artículos 5, 15, 24 y 52, y además se incluyen dos nuevos artículos, el 120 y 121.